# Фролош
Фро́лош (болг. Фролош) — село в Кюстендильській області Болгарії. Входить до складу общини Кочериново.

## Населення
За даними перепису населення 2011 року у селі проживали 135 осіб, з них 134 особи (99,3%) — болгари.
Розподіл населення за віком у 2011 році:
Динаміка населення: